# Роботите на Зората
Роботите на Зората (на английски: The Robots of Dawn) е роман на американския писател фантаст Айзък Азимов. За първи път публикувана през 1983, това е трета книга от цикъла „Роботите“, която подобно на своите предшественици Стоманените пещери и Голото слънце съчетава елементи на научнофантастичния и криминалния литературен жанр. През 1983 романът е номиниран за наградите Хюго и Локус.

## Главни действащи лица
- Илайджа Бейли: Полицейски детектив, натоварен с разследване убийството на хуманоидния робот Джендър Панел на планетат Аврора.
- Р. Даниил Оливо: Хуманоиден робот от Аврора, стар партньор на Бейли в разкриването извършителите на две предишни убийства.
- Р. Жискар Ревентлов: Робот с нехуманоидна форма конструиран от д-р Хан Фастълф. Той е дясната ръка на своя създател.
- Хан Фастълф: Известен аврориански политик и специалист по роботика, обвинен за унищожаването на построения от него хуманоиден робот Джендър Панел.
- Гладиа Делмар: Главна героиня в романа Голото слънце, след събитията в който напуска родната си Солария и се премества да живее на планетата Аврора, където получава за ползване робота Джендър Панел. За населението на Аврора тя става известна като соларианката или Гладиа Солария.
- Василия Алиена: Дъщеря на д-р Фастълф, който противно на аврорианските обичаи я отглежда лично. По-късно двамата изпадат в състояние на дълбок личен конфликт с баща си довел до раздялата им. Доктор Алиена е експерт в областта на роботиката и членува в аврорианския Институтът по роботика.
- Келдън Амадиро: Глава на Институтът по роботика.
- Сантирикс Гремионис: Аврориански фризьор и дизайнер, предлагал се няколко пъти за интимен пратньор на Гладиа Делмар
- Бен Бейли: Син на Илайджа Бейли.
- Рутилан Хордър: Председател на Аврора и де факто управляващ планетата.

## Сюжет
След успешното разрешаване на случая с убийството на соларианеца Рикей Делмар, Илайджа Бейли се завръща на Земята дълбоко убеден в необходимостта от промяна в начина на живот на населението и насочването му към колонизирането на нови планети в галактиката. Като първа стъпка той и синът му започват да се борят с присъщата на земляните агорафобия, като се престрашават да прекарват дълго време извън огромния купола на Ню Йорк.
Две години след завръщането му от Солария и по време на една от тези „тренировки“, на Бейли е съобщено, че космолитската планета Аврора е поискала по дипломатически път помощ от земния детектив в разследването на значимо престъпление. С неохота Бейли се съгласява да проведе разследване и достигне до истината.
На път за Аврора Бейли отново се среща със стария си партньор и приятел Р. Даниил Оливо, както и с дясната ръка на д-р Хан Фастълф Р. Жискар Ревентлов. Землянинът е информиран, че задачата му е да открие кой е предизвикал фатално умствено увреждане на хуманоидния робот Джендър Панел. Главен обвиняем за това „роботоубийство“, както нарича случилото се Бейли, е самият създател на робота д-р Хан Фастълф. Той лесно бива приет за такъв от редица аврорианци поради това, че е считан за водещия специалист по роботика на планетата и единствения, по собствено признание, притежаващ знанията и уменията необходими, за да се причини непоправимо умствено увреждане на хуманоиден робот. Той е член на влиятелна аврорианска политическа партия, която желае развитието на мирни и дори приятелски отношения със Земята, поради което земното правителство има интерес в оневиняването му.
На Аврора Бейли се среща отново с Гладиа Делмар, на която д-р Фалстъф предоставя унищожения робот Джендър Панел, след нейното пристигане от родната и планета Солария. Гладиа е дълбоко засегната от загубата на робота поради любовта си към него. Тя дори счита унищожения робот за свой съпруг.
Бейли посещава и отчуждената дъщеря на д-р Фастълф д-р Василия Алиена, която е убедена във възможността баща и да е извършителя на престъплението и го описва като безчувствено чудовище. Тя изпитва и ненавист към Фалстъф поради това, че той е взел при раздялата им любимия ѝ робот Жискар Ревенлов, който се е грижил за Василия като малка и над когото тя е извършвала технологически експерименти. По-късно Бейли разпитва и младия Сантирикс Гремионис, който многократно се е предлагал за интимен партньор на Гладиа и на Василия.
Послед е разпитан началникът на аврорианския Институт по роботика Келдън Амадиро. Амадиро е главния политически съперник на д-р Фалстъф и крайно враждебно настроен към Земята и възможността земляни отново да колонизират космоса. Главната цел на институтът е да направи възможно колонизирането на нови планети от космолити с помощта на хуманоидни роботи. Основна пречка за осъществяването на тази идея е нежеланието на д-р Фалстъф, който е единствения жив специалист конструирал такива роботи, да сподели опита си. Водени от Амадиро учените в института, сред които е и д-р Василия Алиена, правят редица неуспешни опити да създадат хоманоиден робот.
Достигнал до изводи засягащи решението на случая Бейли свиква събрание с участието на д-р Фалстъф, д-р Амадиро и председателя на легислатурата на Аврора Рутилан Хордър, на която разкрива причините довели до унищожението на Джендър Панел и привидния извършител на престъплението.
Успешното изпълнение на възложената задача от Бейли осигурява подобряването на отношенията между Земята и Аврора, което определя хода на по-натъшните събития в човешката история.
Макар и представил удовлетворителен за аврорианците отговор на мистерията с роботоубийството Бейли запазва в тайна името на истинския извършител на престъплението, който всъщност е робота Жискар, развил способността да бъде телепат и така усвоил способностите по който един робот може да се доведе до изключване.